# Macrobracon flavus
Macrobracon flavus är en stekelart som beskrevs av Chishti och Donald L.J. Quicke 1994. Macrobracon flavus ingår i släktet Macrobracon och familjen bracksteklar. Inga underarter finns listade i Catalogue of Life.